# Terre battue (film)
Cet article concerne le film. Pour le revêtement utilisé au tennis, voir terre battue. Pour le sol des bâtiments, voir terre battue (bâtiment).
Pour plus de détails, voir Fiche technique et Distribution.
Terre battue est une comédie dramatique franco-belge co-écrite et réalisée par Stéphane Demoustier, coproduite par les frères Dardenne et sortie en 2014.

## Synopsis
Jérôme Sauvage aime son travail : la grande distribution, les magasins dans les centres commerciaux, l'adrénaline générée par les responsabilités. Il aime également Laura, sa jolie femme, et leur fils Ugo, 11 ans et graine de champion en tennis. Mais la vie n'est pas simple et son univers professionnel et familial commence à s'assombrir. L'entraîneur d'Ugo lui propose de s'inscrire en section sport-étude où il progresse bien, mais  lors d'un tournoi alors qu'il est en difficulté, Ugo va mettre un somnifère dans la bouteille de son adversaire, et son père finit par s'accuser à sa place.

## Fiche technique
- Titre : Terre battue
- Réalisation : Stéphane Demoustier
- Scénario : Stéphane Demoustier et Gaëlle Macé
- Montage : Damien Maestraggi
- Photographie : Julien Poupard
- Producteur : Frédéric Jouve
  - Coproducteur : Luc et Jean-Pierre Dardenne, Olivier Père et Rémi Burah
  - Producteur délégué : Stéphane Demoustier et Guillaume Dreyfus
  - Producteur exécutif : Delphine Tomson
  - Producteur associé : Marie Lecoq et Arlette Zylberberg
- Production : Les Films Velvet
  - Coproduction : Les Films du Fleuve, Année Zéro, Arte France Cinéma et Radio télévision belge de la communauté française
  - SOFICA : Indéfilms 2
- Distribution : Diaphana Distribution
- Pays de production :  France et  Belgique
- Genre : comédie dramatique
- Durée : 95 minutes
- Dates de sortie :
  - Belgique : 10 octobre 2014 (Festival du film francophone de Namur)
  - France : 17 décembre 2014

## Distribution
- Olivier Gourmet : Jérôme Sauvage
- Charles Mérienne : Ugo Sauvage, le fils de Jérôme et de Laura, 11 ans
- Valeria Bruni Tedeschi : Laura Sauvage, la femme de Jérôme
- Vimala Pons : Sylvie, entraîneur d'Ugo au centre de tennis
- Jean-Yves Berteloot : Sardi, directeur du centre d'entraînement
- Sam Louwyck : Gerets, le meilleur ami de Jérôme
- Yves Pignot : le directeur du magasin de bricolage
- Christophe Brault : Darbois, l'architecte de la médiathèque
- Husky Kihal : le lieutenant de police
- Sandrine Dumas : la policière
- Xavier Boiffier : le chasseur de têtes
- Arnaud Carbonnier : le contremaître de l'entrepôt
- Renaud Rutten : le patron de l'entrepôt
- Loris Colosimo : Loris Barras, le joueur prodige face à Ugo
- Jean-Christophe Laurier : le père de Loris Barras
- Philippe Bertin : le juge arbitre W.O.
- Fabio Zenoni : le père W.O
- Ethan Verniers : l'enfant W.O.